# Szőllősy Ferenc
Szőllősy Ferenc (névvariáns: Szöllősy) (?, 1796. körül – Oravicabánya, 1854. március 31.) utazó, emlékiratíró, Kossuth Lajos elnöki titkára, a Magyar Tudományos Akadémia levelező tagja (1847).

## Élete
Székelyföldi származású, apja gazdatiszt volt. A kolozsvári református kollégiumban tanult, utána beállt katonának, de a katonai élet nem tetszett neki. Bécsben a kórházban őrültnek tetette magát, és megszabadulva a katonaságtól Törökországba ment, ahol mint táborkari tiszt részt vett az 1829. évi orosz-török háborúban. Ahmed Fevzi török rendkívüli követet elkísérte Szentpétervárra. Visszatérve a kis-ázsiai bányák megvizsgálásával bízták meg, azokat jó karba helyezte. 1835-ben Albániába küldték, hogy megszervezze a csendőrséget. A felkelők elől Skutariba menekült.
1836. februárban visszatért Erdélybe, ahol mint engedély nélkül kivándorolt személyt vizsgálat alá helyezték. Három évig tartó pereskedés után fölmentették, ekkor a kormány kinevezte Zimonyba a keleti nyelvek tolmácsának; itt pár év alatt több nyelvet sajátított el, tizennégy nyelven beszélt.
1848 nyarán a Batthyány-kormány bukaresti ügynöke, 1848. december 10-én az Országos Honvédelmi Bizottmány elnöki titkára, 1849. április 14. után a kormányelnöki iroda fogalmazója volt.
A világosi fegyverletétel után Kossuth Lajossal együtt menekült Törökországba. Kossuthot Kütahyába is követte.
Egy évig Kis-Ázsiában tartózkodott, onnan Máltára, Franciaországba és Spanyolországba ment. 1851. szeptemberében Párizsba érkezett és a cs. nagy könyvtár használata mellett a mesmerizmussal foglalkozott. 1853. áprilisban hazatért, a rákövetkező évben meghalt.
Egyik életrajzírója szerint (Napkelet 1854.) ő árulta el az osztrákoknak az Allion-hegy tövében 1849-ben elásott magyar Szent Korona rejtekhelyét.

## Munkái
- Napkeleti képek eredeti rajzokban. Kolozsvár, 1838.
- Kossuth és a magyar emigratió török földön. Függelék: Útirajzok. Lipcse, 1870. (A szerző életrajzával, névtelen kiadótól).